# Ван Эттековен, Харрит
Харрит ван Эттековен (нидерл. Harriet van Ettekoven; род. 6 января 1961, Зандворт, Северная Голландия) — голландская гребчиха, выступавшая за сборную Нидерландов по академической гребле в период 1983—1992 годов. Бронзовая призёрка летних Олимпийских игр в Лос-Анджелесе, победительница и призёрка многих регат национального значения.

## Биография
Харрит ван Эттековен родилась 6 января 1961 года в городе Зандворт провинции Северная Голландия. Занималась академической греблей в Харлеме в местном клубе Het Spaarne, позже переехала в Амстердам, где состояла в клубе Nereus.
Дебютировала на взрослом международном уровне в сезоне 1983 года, когда вошла в основной состав голландской национальной сборной и выступила в распашных безрульных двойках на чемпионате мира в Дуйсбурге — сумела квалифицироваться здесь лишь в утешительный финал B и расположилась в итоговом протоколе соревнований на восьмой строке.
Наибольшего успеха в своей спортивной карьере добилась в 1984 году, когда в составе гребной команды Нидерландов удостоилась права защищать честь страны на летних Олимпийских играх в Лос-Анджелесе. В составе экипажа, куда также вошли гребчихи Грет Хеллеманс, Николетте Хеллеманс, Марике ван Дрогенбрук, Линда Корнет, Каталин Нелиссен, Анне-Мари Квист, Вильон Вандрагер и рулевая Марти Лаурейсен, в финале восьмёрок пришла к финишу третьей позади экипажей из Соединённых Штатов и Румынии — тем самым завоевала бронзовую олимпийскую медаль. Также стартовала в Лос-Анджелесе в безрульных двойках, но здесь попасть в число призёров не смогла — оказалась на финише четвёртой.
После лос-анджелесской Олимпиады Корнет ван Эттековен осталась в составе голландской национальной сборной и продолжила принимать участие в крупнейших международных регатах. Так, в 1985 году в парных четвёрках она выступила на мировом первенстве в Хазевинкеле, став в финале шестой.
В 1986 году заняла 11 место в одиночках на чемпионате мира в Ноттингеме.
На мировом первенстве 1987 года в Копенгагене была девятой в зачёте безрульных двоек.
Находясь в числе лидеров гребной команды Нидерландов, благополучно прошла отбор на Олимпийские игры 1988 года в Сеуле — в программе женских парных одиночек финишировала четвёртой, остановившись в шаге от призовых позиций.
В 1989 году в одиночках стала пятой на чемпионате мира в Бледе.
На мировом первенстве 1990 года в Тасмании была четвёртой в той же дисциплине.
В 1991 году на чемпионате мира в Вене показала среди одиночниц седьмой результат.
Последний раз стартовала в академической гребле на международном уровне в сезоне 1992 года, когда в программе парных четвёрок заняла четвёртое место на Олимпийских играх в Барселоне. Вскоре по окончании этих соревнований приняла решение завершить спортивную карьеру.